# بنی بنینگیم
بنی بنینگیم (انگلیسی: Beni Baningime؛ زادهٔ ۹ سپتامبر ۱۹۹۸) بازیکن فوتبال است.
از باشگاه‌هایی که در آن بازی کرده‌است می‌توان به باشگاه فوتبال اورتون اشاره کرد.